# Gerhard Schick

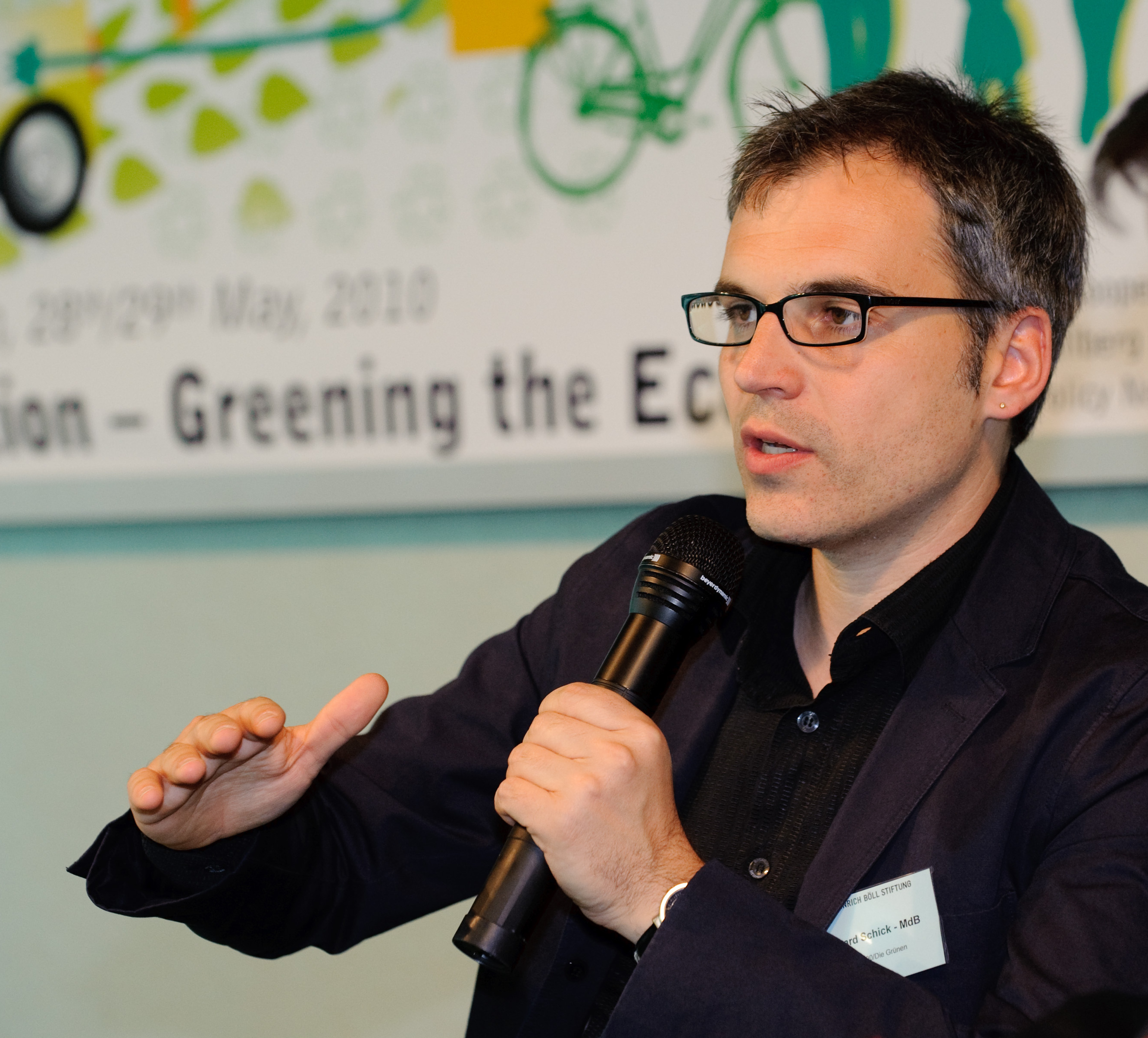
Gerhard Schick en la Heinrich-Böll-Stiftung, 2010

Gerhard Schick (18 de abril de 1972 en Hechingen) es un político alemán del partido Bündnis 90/Die Grünen y miembro del Bundestag Parlamento alemán.

## Vida
Después de un servicio civil en 1992 empezó sus estudios de economía en Bamberg, Madrid und Freiburg im Breisgau. En 1998 se graduó. Trabajó para el Walter Eucken Institut de la Albert-Ludwigs-Universität Freiburg hasta 2001, de 2001 hasta 2004 para la Stiftung Marktwirtschaft (fundación para la Economía de mercado) en Berlín y después para la fundación Bertelsmann Stiftung en Gütersloh. En 2003 terminó su doctorado en la Universidad de Freiburg con su tesis Doppelter Föderalismus in Europa – eine verfassungsökonomische Untersuchung (en español: Federalismo doble en Europa - una investigación constitucional económica).

## Carrera política

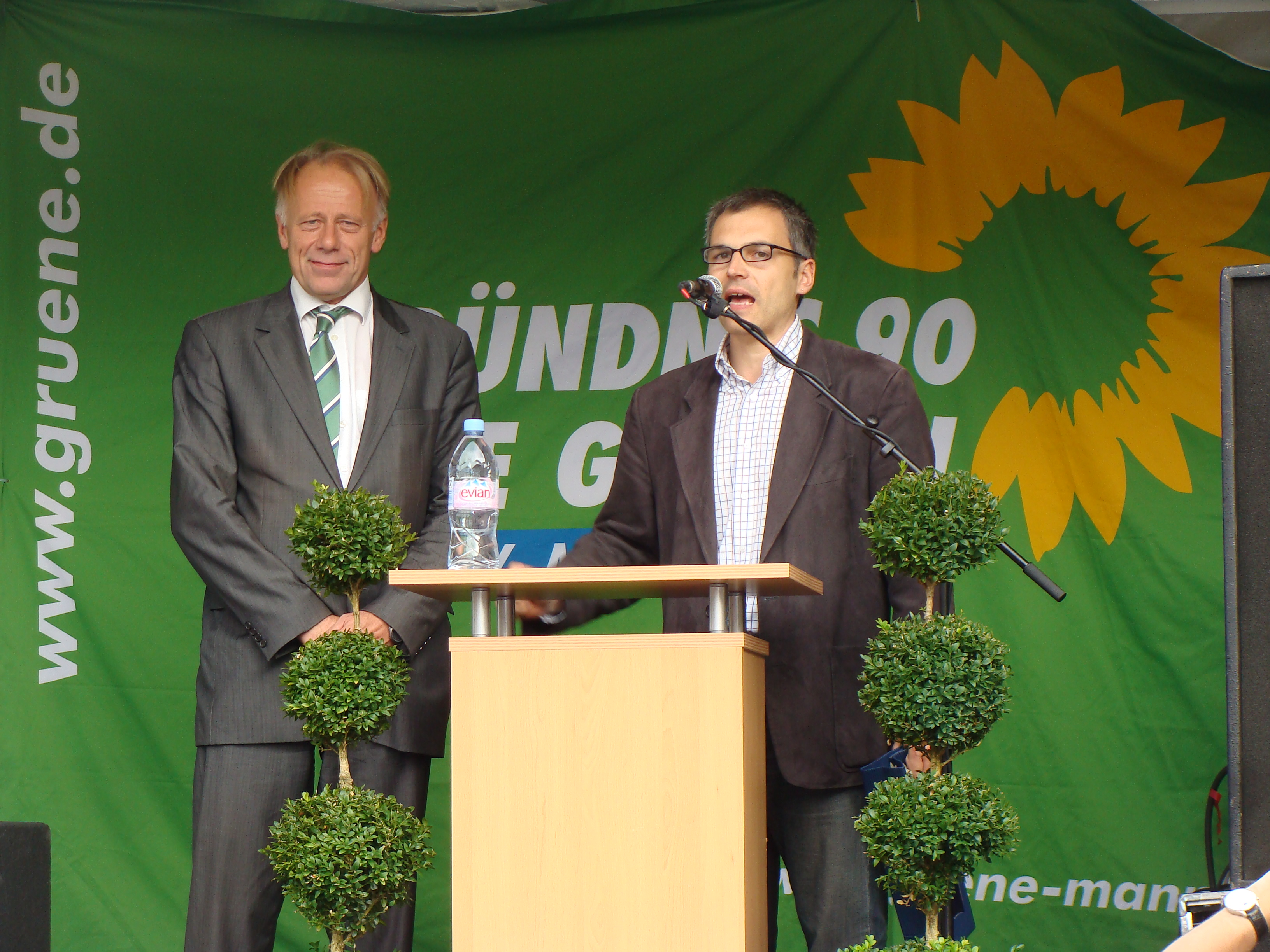
Schick con Jürgen Trittin

Desde 2005 es miembro del parlamento alemán. En septiembre de 2007 fue elegido como portavoz de política de finanzas de su partido. 
Desde 2008 Schick es miembro del gremio Parteirat del partido Bündnis 90/Die Grünen que funciona de manera de un presídium.
Es vice representante del gremio parlamentario de finanzas. Además es miembro de otro gremio parlamentario de finanzas que supervisa el programa para la ayuda federal a los bancos.
En agosto del año 2018 Schick anunció que terminará su mandato en el parlamento a finales del mismo año para ser representante de una nueva organización que inició, la „Bürgerbewegung Finanzwende“ (movimiento ciudadano para el cambio en las finanzas).
El arquitecta Gerhard Zickenheiner de Lörrach tomará su puesto en el parlamento. Schick critica la falta de cooperación europea para combatir el fraude fiscal para la cual inició una encuesta en el parlamento.

## Obras
- con Lüder Gerken & Jörg Märkt: Internationaler Steuerwettbewerb. Mohr Siebeck, Tübingen 2000, ISBN 3-16-147457-0
- Doppelter Föderalismus in Europa. Eine verfassungsökonomische Untersuchung. Lang, Frankfurt [u. a.] 2003, ISBN 3-631-50858-1
- (ed.): Veranlagung – Abgeltung – Steuerfreiheit. Besteuerung von Kapitalerträgen im Rechtsstaat. Stiftung Marktwirtschaft, Berlín 2003, ISBN 3-89015-090-X
- (ed.): Wirtschaftsordnung und Fundamentalismus. Stiftung Marktwirtschaft, Berlín 2003, ISBN 3-89015-092-6
- con Elmar Sing: Wertorientierung und Unternehmertum – Überlegungen zu einer grünen Wirtschaftspolitik. Heinrich-Böll-Stiftung, Berlín 2005 (PDF; 156 KB)
- Machtwirtschaft – nein danke!. Campus Verlag, Frankfurt 2014, ISBN 978-3-593-39926-3